# Mîronivka, Mașivka
Mîronivka (în ucraineană Миронівка) este un sat în comuna Koșmanivka din raionul Mașivka, regiunea Poltava, Ucraina.

## Demografie
Componența lingvistică a localității Mîronivka
     Ucraineană (94,84%)
     Rusă (4,76%)
     Alte limbi (0,4%)
Conform recensământului din 2001, majoritatea populației localității Mîronivka era vorbitoare de ucraineană (94,84%), existând în minoritate și vorbitori de rusă (4,76%).